# Artisornis
Artisornis är ett litet fågelsläkte i familjen cistikolor inom ordningen tättingar. Släktet omfattar två till tre arter, varav en akut hotad, som förekommer lokalt i Östafrika från Tanzania till Moçambique:
- Långnäbbad skräddarfågel (A. moreaui)
  - "Moçambiqueskräddarfågel" (A. [m.] sousae) – urskiljs som egen art av Birdlife International
- Afrikansk skräddarfågel (A. metopias)

Skräddarfåglarna i Artisornis är endast avlägset släkt med de asiatiska skräddarfåglarna i Orthotomus.